# Teru teru bōzu

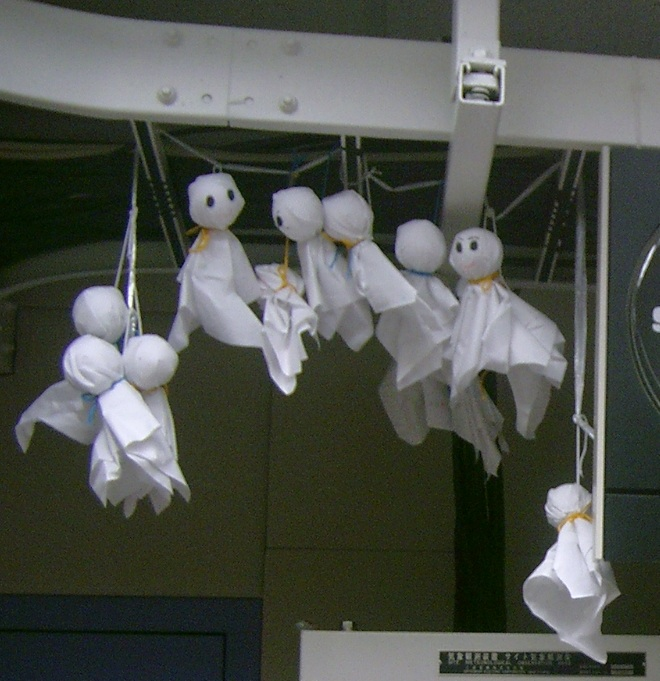
„Teru teru bōzu“-Puppen

Teru teru bōzu (jap. 照る照る坊主, auch: てるてる坊主, Scheinen, scheinender Mönch) ist ein japanischer Brauch oder auch Titel von Märchenbüchern, die diesen Brauch zum Gegenstand haben.

## Brauch
Bei diesem Brauch werden kleine, aus weißem Papier oder Stoff gemachte Puppen gefertigt. Sie werden an der Dachtraufe aufgehängt. In Japan sagt man den kleinen Puppen die magische Fähigkeit nach, schönes Wetter für den kommenden Tag bewirken zu können. Ist das Gebet für schönes Wetter erhört worden, „belohnt“ man die Puppe, indem man sie mit Sake begießt.
Wird die Puppe mit dem Kopf nach unten aufgehängt, so bewirkt dies am kommenden Tag Regen. In diesem Fall spricht man von: Fure fure bōzu (ふれふれ坊主), Ame ame bōzu (あめあめ坊主) oder ähnlichen regionalen Varianten.